# Synhoria senegalensis
Synhoria senegalensis es una especie de coleóptero de la familia Meloidae.

## Distribución geográfica
Habita en Angola y Senegal.